# Jiřina Kubíková
Jiřina Kubíková (8. února 1930, Praha – 6. února 2020, tamtéž) byla česká husitská farářka, katechetka a teoložka.
Roku 1953 přijala kněžské svěcení a následně působila v náboženských obcích Církve československé v Aši, Karlových Varech, Praze-Michli, Holešovicích, Vyšehradě, Starém Městě, Libni a Malé Straně. V letech 1976–1977 působila v ústředí církve V letech 1978–1990 se věnovala pedagogické činnosti na Husově československé bohoslovecké fakultě v Praze (docenturu získala v roce 1980, profesorkou byla jmenována v roce 1982).
Je mj. autorkou monografií Křesťanská misie v 16.–18. století (2001), Kázání od času předreformačního k velkému probuzení (1998), Kázání ve starověku a středověku (1997) či Pastorace v mimořádných případech (1992).